# Giulia Vernice
Giulia Vernice, född 18 juni 2005 i Rom, är en italiensk konstsimmare. Hennes yngre syster Flaminia Vernice är också konstsimmare.

## Karriär
Vid junior-EM 2022 i Alicante var Vernice en del av Italiens lag som tog silver i det fria lagprogrammet, fri kombination och highlight samt brons i det tekniska lagprogrammet. Vid junior-VM 2022 i Québec var hon en del av Italiens lag som tog silver i highlight samt brons i det fria lagprogrammet, det tekniska lagprogrammet och fri kombination.
Vid europeiska spelen 2023 i Oświęcim var Vernice en del av Italiens lag som tog silver i det tekniska lagprogrammet. Vid VM 2023 i Fukuoka var hon en del av Italiens lag som tog silver i det tekniska lagprogrammet. Vid junior-EM 2023 i Funchal var Vernice en del av Italiens lag som tog guld i det fria lagprogrammet samt silver i det tekniska och akrobatiska lagprogrammet.
Vid konstsim-EM 2025 i Funchal var Vernice en del av Italiens lag som tog guld i det akrobatiska lagprogrammet och silver i det fria lagprogrammet.